# إبراهيم القطان (مبارز)
إبراهيم القطان (مواليد 20 أغسطس 1963) هو مبارز بالسيف كويتي، مثّل بلاده في الألعاب الأولمبية الصيفية 1980.

## روابط خارجية
إبراهيم القطان على موقع أوليمبيديا (الإنجليزية)